# ACR Brändli und Vögeli
Die ACR Brändli und Vögeli AG ist ein auf elektronisches Autozubehör spezialisiertes Schweizer Unternehmen mit Sitz in Bad Zurzach.
Das Unternehmen verfügt über ein Vertriebsnetz von aktuell knapp 100 eigenständigen Vertragshändlern in Deutschland, Österreich, der Schweiz und den Benelux-Ländern und bezeichnet sich als Europas grösster Car-Media-Spezialist. Verkauft werden Audio- und Multimedia- bzw. Car-HiFi-Geräte und -Systeme in Eigenmarken sowie der internationalen Marken JVC, Kenwood, Pioneer oder Sony.

## Geschichte
Das Unternehmen wurde 1975 in Zürich gegründet und später der Sitz nach Bad Zurzach verlegt. Mit den High End Lautsprecherboxen AXTON und ISOSTATIC die von ACR als einem der ersten Firmen auch als Selbstbausatz angeboten wurden, erlangte das Unternehmen durchschlagenden Erfolg. Bekannt bei Audiophilen wurde unter anderem ein Hornsystem, das ACR Eckhorn. Mit Beginn der Jahrtausendwende wurde der Home Audio Bereich allerdings eingestellt.
Das im Jahr 2000 gebaute, über 4000 m² große Europa-Versandlager sowie die Servicestelle befindet sich wenige Kilometer von Bad Zurzach im deutschen Lauchringen.
2008 kam ACR mit der Marke Zenec als erster After-market-Hersteller mit fahrzeugspezifischen Radio/Navigationslösungen auf den Markt. Zunächst mit dem Zenec ZE-MC2000, danach mit dem Nachfolger ZE-NC2010, welches für die VW Golf 5 Plattformen gebaut waren. Seit 2010 gibt es solche Lösungen von ACR auch für Ford, Opel, Audi und Hyundai. Für diese Innovation wurde die ACR 2008 mit dem EISA-Award der European Imaging and Sound Association ausgezeichnet.